# Waverly (Illinois)
Waverly es una ciudad ubicada en el condado de Morgan en el estado estadounidense de Illinois. En el Censo de 2010 tenía una población de 1307 habitantes y una densidad poblacional de 488,51 personas por km².

## Geografía
Waverly se encuentra ubicada en las coordenadas 39°35′33″N 89°57′8″O / 39.59250, -89.95222. Según la Oficina del Censo de los Estados Unidos, Waverly tiene una superficie total de 2.68 km², de la cual 2.68 km² corresponden a tierra firme y (0%) 0 km² es agua.

## Demografía
Según el censo de 2010, había 1307 personas residiendo en Waverly. La densidad de población era de 488,51 hab./km². De los 1307 habitantes, Waverly estaba compuesto por el 98.55% blancos, el 0.31% eran afroamericanos, el 0.31% eran amerindios, el 0% eran asiáticos, el 0% eran isleños del Pacífico, el 0.08% eran de otras razas y el 0.77% pertenecían a dos o más razas. Del total de la población el 0.15% eran hispanos o latinos de cualquier raza.